# Антуофермо, Вито
Вито Антуофермо (англ. Vito Antuofermo; 9 февраля 1953, Пало-дель-Колле) — американский боксёр-профессионал, выступавший в средней весовой категории. Абсолютный чемпион мира в среднем весе (1979—1980). Чемпион мира по версии WBC (1979—1980), WBA (1979—1980) в среднем весе.

## Профессиональная карьера

#### Бой с Марвином Хаглером 1
В ноябре 1979 года вышел на ринг против Марвина Хаглера. Бой закончился вничью. Результат был спорным. Эксперты сочли, что Хаглера обокрали судьи.

#### Бой с Марвином Хаглером 2
В июне 1981 года состоялся реванш между Вито Антуофермо и Марвином Хаглером. Хаглеру была присуждена победа техническим нокаутом из-за рассечения у Антуофермо, после 4-го раунда.

## После бокса
После ухода из бокса Антуофермо начал сниматься в кино, снявшись в нескольких фильмах, включая «Славные парни» и «Крёстный отец 3», и в сериале «Клан Сопрано». Также он работал грузчиком на протяжении 35 лет.